# Cabo Percival
El cabo Percival (en inglés: Cape Percival) es un cabo rocoso que marca el extremo más occidental de la isla San Rafael, ubicada en el archipiélago de las islas Malvinas, que se localiza al oeste de la isla San José y al sur de la isla de Goicoechea. Es uno de los puntos más occidentales del archipiélago, después de la isla Rasa del Oeste, que es parte de las Sebaldes.